# برسيان
برسيان هي قرية في مقاطعة أصفهان، إيران. عدد سكان هذه القرية هو 1,750 في سنة 2006.